# Ilyarachna derjugini
Ilyarachna derjugini är en kräftdjursart som beskrevs av Gurjanova 1946. Ilyarachna derjugini ingår i släktet Ilyarachna och familjen Munnopsidae. Inga underarter finns listade i Catalogue of Life.